# 2011 (szám)
A 2011 (római számmal: MMXI) egy természetes szám, prímszám.

## A szám a matematikában
A tízes számrendszerbeli 2011-es a kettes számrendszerben 11111011011, a nyolcas számrendszerben 3733, a tizenhatos számrendszerben 7DB alakban írható fel.
A 2011 páratlan szám, prímszám. Normálalakban a 2,011 · 103 szorzattal írható fel.
Megadható 3, illetve 11 egymást követő prímszám összegeként:
- 661 + 673 + 677 = 2011
- 157 + 163 + 167 + 173 + 179 + 181 + 191 + 193 + 197 + 199 + 211 = 2011

Szigorúan nem palindrom szám.
86 különböző szám valódiosztó-összegeként áll elő, ezek közül a legkisebb az 5285.